# Sun Kil Moon
Sun Kil Moon — музыкальный проект американского автора-исполнителя Марка Козелека, получившего известность в составе распавшейся группы Red House Painters. Он взял на себя роль автора песен, вокалиста и гитариста; Тим Муни и Энтони Кутсос играли на ударных, а Джефф Стэнфилд на бас-гитаре. Коллектив был назван в честь южнокорейского боксёра Сон Гиль Муна.

## История
После распада Red House Painters Козелек выпустил несколько сольных записей и в 2002 году сформировал Sun Kil Moon. Дебютный альбом группы Ghosts of the Great Highway вышел в ноябре 2003 года на Jetset Records. Он содержит несколько песен, посвящённых правдивым историям из жизни умерших боксёров, среди которых мексиканский чемпион в полулёгком весе Сальвадор Санчес, филиппинский чемпион в наилегчайшем весе Панчо Вилья, а также корейский боксёр Дук Ку Ким (все три боксёра скончались в возрасте 23 лет). Диск был хорошо принят критиками и набрал 84 балла из 100 на сайте Metacritic. За ним последовал Tiny Cities, вышедший в ноябре 2005 года на собственном лейбле Козелека Caldo Verde Records. На этом альбоме Sun Kil Moon записали кавер-версии 11 песен группы Modest Mouse. Дебютный альбом коллектива был переиздан на двух компакт-дисках в феврале 2007 года; второй диск включал в себя шесть бонус-треков, в том числе их собственную интерпретацию песни Леонарда Бернстайна «Somewhere». Третья студийная работа Sun Kil Moon под названием April была выпущена в апреле 2008 года на двух компакт-дисках, один из которых содержал альтернативные варианты треков из альбома; в записи принимали участие в качестве приглашённых вокалистов Уилл Олдхэм и Бен Гиббард. Музыкальные критики вновь положительно оценили диск коллектива. Последовавший за ним альбом Admiral Fell Promises (2010) Козелек записал без группы, исполнив песни под аккомпанемент классической гитары. Записанный подобным же образом альбом Among the Leaves вышел в мае 2012 года.

## Дискография
Студийные альбомы
- Ghosts of the Great Highway (2003)
- Tiny Cities (2005)
- April (2008)
- Admiral Fell Promises (2010)
- Among the Leaves (2012)
- Benji (2014)
- Universal Themes (2015)
- Common as Light and Love Are Red Valleys of Blood (2017)
- This Is My Dinner (2018)
- I Also Want to Die in New Orleans (2019)
- Welcome to Sparks, Nevada (2020)
- Lunch in the Park (2021)
- Quiet Beach House Nights (2023)
- All the Artists (2025)

Мини-альбомы
- Tonight the Sky (2009)
- I’ll Be There (2010)

В сотрудничестве с Jesu
- Jesu/Sun Kil Moon (2016)
- 30 Seconds to the Decline of Planet Earth (2017)